# 836 (numero)
Ottocentotrentasei (836) è il numero naturale dopo l'835 e prima dell'837.

## Proprietà matematiche
- È un numero pari.
- È un numero composto, con 12 divisori: 1, 2, 4, 11, 19, 22, 38, 44, 76, 209, 418, 836. Poiché la somma dei suoi divisori (escluso il numero stesso) è 1024 > 836, è un numero abbondante.
- È un numero malvagio.
- È un numero felice.
- È un numero intoccabile.
- È un numero bizzarro.
- È un  numero palindromo e un numero ondulante nel sistema di numerazione posizionale a base 13 (4C4).
- È parte delle terne pitagoriche (123, 836, 845), (480, 836, 964), (627, 836, 1045), (836, 1323, 1565), (836, 2223, 2375), (836, 3927, 4015), (836, 4560, 4636), (836, 7920, 7964), (836, 9177, 9215), (836, 15873, 15895), (836, 43677, 43685), (836, 87360, 67364), (836, 174723, 174725).

## Astronomia
- 836 Jole è un asteroide della fascia principale del sistema solare.
- NGC 836 è una galassia spirale della costellazione della Balena.

## Astronautica
- Cosmos 836 è un satellite artificiale russo.

## Altri ambiti
- Il Daimler M836 è un motore a scoppio prodotto dal 1924 al 1926 dalla Casa automobilistica tedesca Daimler
- Route nationale 836 è una strada statale della Francia (dipartimento di Seine-et-Oise -Essonne - Yvelines - Eure).
- Regional road 836	è una strada regionale in Finlandia.